# Wilhelm Smets

Wilhelm Smets, Stich in einem Gedichtband ca. 1844

Wilhelm Smets (* 4. Septemberjul. / 15. September 1796greg. in Reval; † 14. Oktober 1848 in Aachen) war ein deutscher spätromantischer Schriftsteller, Journalist, Pfarrer und Mitglied der Frankfurter Nationalversammlung.

## Leben
Philipp Karl Joseph Anton Johann Wilhelm Smets von Ehrenstein, der als Dichter unter den Namen Lenz von Prag, Justus Walter und Wilhelm von Reval auftrat, wurde als Sohn des Schauspielers und ehemaligen Bonner Kriminalrichters Johann Nikolaus Smets von Ehrenstein (oder Jakob Wilhelm Smets, geboren 1764 in Eynatten bei Eupen; Künstlername: Stollmers), und dessen zweiter Frau, der berühmten Schauspielerin Sophie Schröder (damals noch: Sophie Bürger) in Reval geboren. 1798 zog die Familie nach Wien, 1799 nach Breslau, wo die Ehe der Eltern geschieden wurde. Nach der Scheidung übergab der Vater den Sohn der Pflege einer Wärterin, mit welcher er bis 1802 in Breslau lebte. Dann zog er mit seinem Vater, der wieder seinen früheren Richterberuf ergriffen hatte, nach Aachen. Der Sohn erhielt Unterricht vom Vater und einem Privatlehrer, lernte leicht und übernahm schon früh vom Vater die Abneigung gegen die napoleonische Fremdherrschaft. 1804 begegnete er mit acht Jahren Napoleon Bonaparte bei einer Audienz über eine Witwenrente für sein Kindermädchen, die als Deutsche die Witwe eines französischen Offiziers war. Ab 1805 besuchte Smets die Sekundarschule in Aachen und hatte Deutschunterricht bei dem Lehrer Christian Quix.
Nach dem Tode seines Vaters 1812 erhielt er eine halbe Freistelle am französischen Lyzeum in Bonn. Wegen angeblicher burschenschaftlicher Umtriebe und Stiftung einer deutschtümelnden Verbindung musste er 1813 nach Aachen fliehen und sich dort verborgen halten. Im Herbst 1814 übernahm er eine Hauslehrerstelle bei der Familie des  Freiherrn von Mylius auf Schloss Reuschenberg in Bürrig. Unterstützt von Mylius, der k. k. österreichischer Generalfeldwachtmeister war, trat er in die niederrheinische Freiwilligenschar ein. In dieser wirkte er durch seine Dichtungen und Erzählungen begeisternd auf seine Kameraden ein. 1815 nahm er als Freiwilliger Jäger mit dem (niederrheinischen) 3. Rheinischen Landwehr-Infanterieregiment (April 1814 errichtet in Köln) am Feldzug gegen Frankreich teil und wurde wegen propagandistischer Leistungen auf Veranlassung des Gouverneurs der Rheinprovinz, Johann August Sack, der in Aachen seinen Sitz hatte, zum Landwehrleutnant befördert, dem Stab Gneisenaus zugeteilt und machte die Schlacht bei Waterloo und den Zug nach Paris mit.
Nach dem Pariser Frieden begab er sich in den Kreis seiner Angehörigen nach Aachen und machte 1816 seine „Gesammelten Gedichte“ bekannt. Im Sommer desselben Jahres wurde er Hauslehrer des Freiherrn Max Friedrich von Forst-Gudenau und reiste im Herbst nach zweimonatigem Aufenthalt mit den Söhnen des Freiherrn auf Schloss Harff bei Bedburg den Rhein hinauf und die Donau hinunter nach Wien, wo er in der gefeierten Schauspielerin Sophie Schröder seine vom Vater totgesagte Mutter wiedertraf. Nun versuchte Smets sich als Schauspieler am Theater, wurde sodann Hauslehrer und erhielt auf Vermittlung von Freunden 1817 eine Hilfslehrerstelle am Gymnasium von Koblenz. Zusammen mit Christian von Stramberg arbeitete er hier bis zum 14. März 1819 für die freiheitliche Zeitung Rheinischer Herold, welche an die Tradition des von Joseph Görres herausgegebenen Blattes Rheinischer Merkur anknüpfte. Mit einem Stipendium der jüdischen Gemeinde aus Koblenz, für die er einen Tag vor der Beendigung seiner Tätigkeit als Redakteur noch Partei ergriffen hatte, studierte er ab 1819 katholische Theologie in Bonn und Münster. In Bonn freundete er sich 1820 mit Heinrich Heine an. Am 8. Mai 1822 wurde Wilhelm Smets in Köln zum Priester geweiht, wurde als Religionslehrer am königlichen katholischen Gymnasium tätig und wurde 1828 Pfarrer in Hersel, 1832 Oberpfarrer in Münstereifel, 1835 in Nideggen, 1836 in Blatzheim (Kreis Bergheim (Erft)). Nach nur vier Monaten ließ Smets sich am 30. Juni 1837 in den Ruhestand versetzen und kehrte nach Köln zurück, wo er weiterhin das rheinische Kulturleben, besonders als Feuilleton-Redakteur der Kölnischen Zeitung, mit literarischen Arbeiten prägte. In Aachen gehörte er um 1836 zu der Stammtischrunde um den Aachener Novellisten Carl Borromäus Cünzer in der Kaiserlichen Krone.

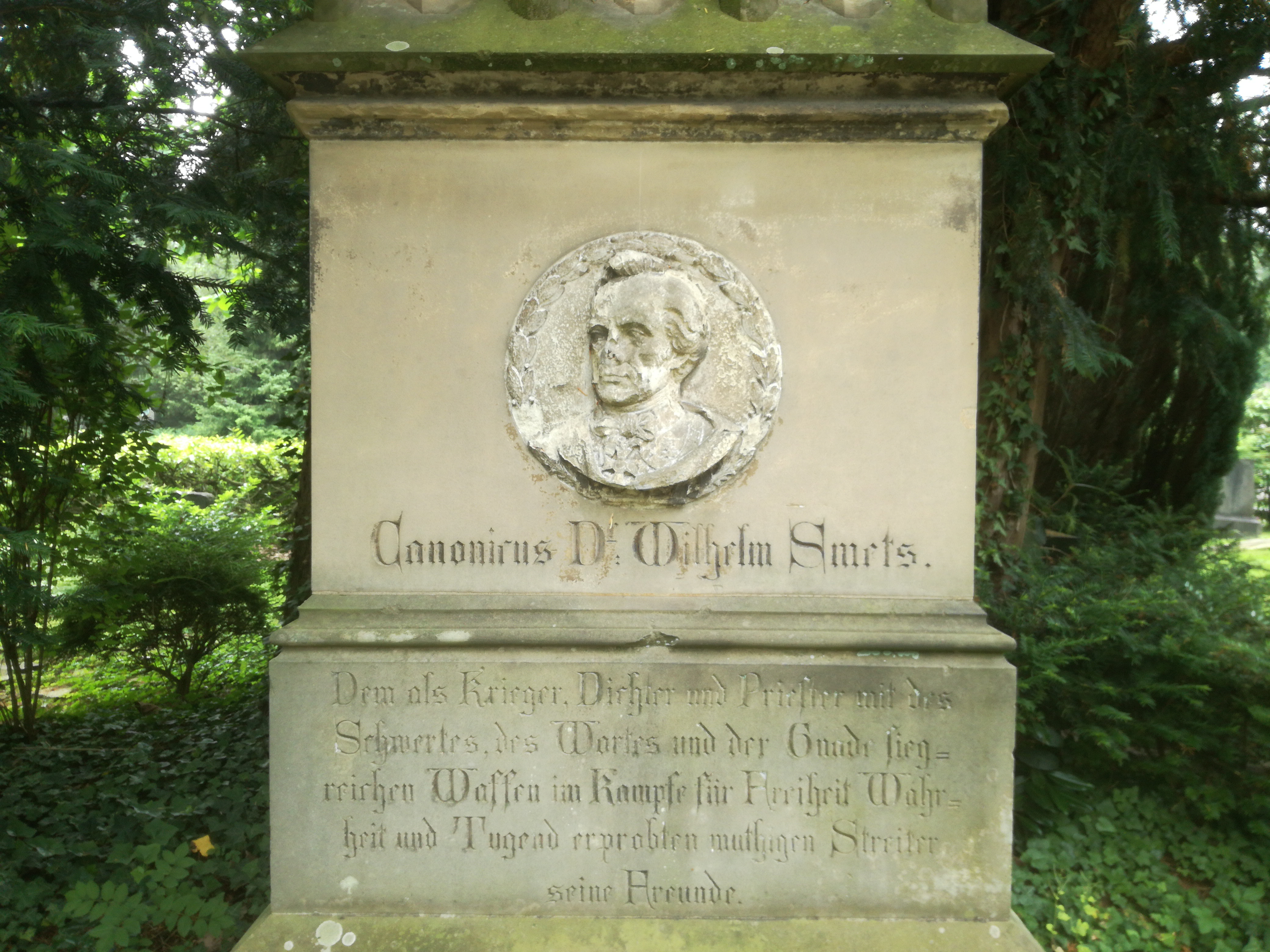
Grabstein auf dem Ostfriedhof in Aachen

Auf einer Romreise 1841 wurde er durch einen Aachener Landsmann, den päpstlichen Leibarzt Dr. Clemens August Alertz, dem Papst Gregor XVI. vorgestellt und nicht zuletzt deshalb am 19. Juni 1844 zum Kanonikus an das Münster von Aachen berufen. Wegen seines Engagements für Meinungs- und Pressefreiheit wählte ihn die Stadt Aachen 1848 zum stellvertretenden Abgeordneten des 20. Wahlkreis Rheinland in die Frankfurter Nationalversammlung, dessen Mitglied er nur vom 27. Juni 1848 bis zum 24. Juli 1848 blieb. Auf ärztlichen Rat begab er sich dann zur Kur nach Bad Soden und kehrte schwer krank Anfang September nach Aachen zurück. Dort starb er, als Domherr von Aachen, nach eigenen Worten „am gebrochenen Herzen“, am 14. Oktober 1848. Ein von Freunden und Verehrern auf dem Aachener Ostfriedhof errichtetes Denkmal zeigt die Stelle, an der er bestattet wurde.

## Trivia
Smeets trug auch als Mitglied des Kölner Literaturkränzchens besonders zur „Reform des Kölner  Karnevals“ 1823 bei, die auch im gleichen Jahr zur Gründung der „Großen Carnevals-Gesellschaft“ (heutige: Die Grosse von 1823 ) führte. Die Initiative ging wohl von Mitgliedern der Olympischen Gesellschaft Köln, Ferdinand Franz Wallraf, Matthias Joseph de Noël und deren Freundeskreis sowie weitere Mitgliedern des Literaturkränzchens, die die Ideen für die Festgestaltung lieferten, aus. Hierzu gehörten u. a. Ernst Weyden, Christian Samuel Schier, Johann Baptist Rousseau, Johann Baptist Farina und Emanuel Ciolina Zanoli. Ab dem Folgejahr trafen sich die Mitglieder der Grossen Carnevals-Gesellschaft jährlich um Neujahr zu einer Generalversammlung, um aus ihren Reihen ein „Festordnendes Comitée“ zu wählen, das die Organisation des folgenden Karnevalsfestes übernehmen sollte.

## Werke (Auswahl)
Wilhelm Smets war u. a. Lyriker (Gesammelte Dichtungen, Stuttgart und Tübingen 1840), Übersetzer, theologischer Schriftsteller, Prediger und Kanzelredner, Schriftsteller, Geschichtsschreiber, Autor von Schauspielstücken, Redakteur, Mitarbeiter und Gründer von Zeitschriften, weshalb er zahlreiche Werke hinterließ, wie etwa:

### Als Autor
Lyrik
- Iffland's Todtenopfer. Verlag Vlieckx, Aachen 1814.
- Gedichte. Verlag Rommerskirchen, Köln 1816.
- Poetische Fragmente aus Theobald’s Tagebuche. Hölscher, Koblenz 1818.
- Neue Dichtungen aus den Jahren 1824-1830. Habicht Verlag, Bonn 1831.
- Spruchlieder. 2. verb. und verm. Aufl. Dumont-Schauberg, Köln 1835.
- Des Kronprinzen von Preußen, Friedrich Wilhelm, Jubelfahrt auf dem Rheine am 30. October 1833. Romantisches Gedicht in drei Gesängen. Verlag Renard & Dübyen, Köln 1833.
- Klagelied auf den Tod Franz des Ersten, Kaisers von Österreich und letzten deutschen Kaisers. In:  Kölnische Zeitung, 1835 (Beiblatt Nr. 5).
- Die Könige in Israel. Oratorium in zwei Abtheilungen. Verlag Mompour, Bonn 1837 (in Musik gesetzt von Ferdinand Ries).
- Epheukränze. Neueste Dichtungen. Roschütz Verlag, Aachen 1838.
- Gedichte. Neue Sammlung. Sauerländer Verlag, Frankfurt/M. 1847.

Prosa
- Taschenbuch für Rheinreisende. Historisch, topographisch und poetisch. Heriot, Koblenz 1818 (Digitalisierte Ausgabe der Universitäts- und Landesbibliothek Düsseldorf).
- Hieroglyphen für Geist und Herz. Neuaufl. Spitz Verlag, Köln 1823.
- An meine Mutter, als ich sie in den Herbstferien dieses Jahres in Wien besuchte. Thiriart, Köln 1824.
- Erinnerungen an die erste heilige Communionfeier. Ein Jugendgeschenk in Spruchliedern. Dumont-Schauberg, Köln 1830.
- Das Rosenkranzgebet der Katholiken. Vertheidigt in Form einer Festpredigt. Dumont-Schauberg, Köln 1830.
- Das Gebet des Kindes. Ein Andachtsbuch für die Jugend. Bonn 1834.
- Kleinere epische Dichtungen. Köln 1835.
- Maria Hilf! Vollständiges Gebet- und Gesangbuch im Geiste des katholischen Kirchenjahres für alle Verehrer der allerseligsten Jungfrau Maria. 6. Aufl. Benziger Verlag, Einsiedeln 1905.
- Wir bauen mit am Kölner Dom. Eine Rede vor der am 6. November 1845 statt gefundenen Vorstandswahl des Aachener Filial-Dombau-Vereins in der Aachener Münsterkirche. Aachen 1846.
- Jesus Christus und das Symbolum der Apostel. Gefeiert in Gesängen und Liedern. Schrag Verlag, Nürnberg 1848.

Sachbücher
- Ferdinand Franz Wallraf. Ein biographisch-panegyrischer Versuch. Dumont-Schauberg, Köln 1825.
- Das katholische Kirchenjahr nach seinen Hauptmomenten in Briefen dargestellt. Schlösser Verlag, Köln 1827.
- Kurze Geschichte der Päpste. Dumont-Schauberg, Köln 1829.[8]
- Das Märchen von der Päpstin Johanna aufs Neue erörtert. 3. Auflage. Pappers & Kohnen, Köln 1835; archive.org.
- Was that der Jesuiten-Orden für die Wissenschaft? Beantwortet in einem Verzeichnis der vorzüglichsten Schriftsteller dieses Ordens in ihren Schriften; mit Hinzufügung biographischer und biologischer Notizen. Mayer Verlag, Aachen 1834.
- Joseph von Görres. Eine biographische Skizze. Aachen 1848.

Theater
- Die Blutbraut. Trauerspiel in vier Akten. Hölscher, Koblenz 1818.
- Tasso's Tod. Ein Trauerspiel in fünf Aufzügen. Koblenz 1819.

### Als Herausgeber
- Katholische Monatsschrift. 1826–1828.
- Friedrich Spee: Fromme Lieder.[9] Verlag Funcke, Krefeld 1845.

### Als Mitarbeiter
- Cordelia:[10] Veilchen-Kranz aus dem Siebengebirge. Mit einem Gedicht eingeleitet von Wilhelm Smets. Dumont-Schauberg, Köln 1841.

### Als Übersetzer
- Des hochheiligen, ökumenischen und allgemeinen Conciliums von Trient Canones und Beschlüsse. (… ) („Sacrosancti oecumenici et generalis Concilii Tridentini canones et decreta“).  Velhagen & Klasing, Bielefeld 1843 (nebst einem geschichtlichen Abrisse des Conciliums).
- Der römische Katechismus. Nach dem Beschlusse des Concils von Trient und auf Befehl des Papstes Pius des Fünften („Catechismus Romanus“). Velhagen & Klasing, Bielefeld 1845 (2 Bände).
- Denis Auguste Affre: Philosophische Einleitung in die Lehre des Christentums. Boissérée Verlag, Aachen 1846.

## Lyrik
Ein Beispiel aus dem Gedicht Des Dichters Lebensbilder (letzte von 15 Strophen):
So spricht aus dreizehn Bildern / Mein ernster Lebensgang,

Gleich edeln Wappenschildern, / Sie geben guten Klang;

Der Klang, dem ich gelauschet, / Der sanft wie Weste bald,

Bald wie der Waldstrom rauschet, / In meinen Liedern schallt.